# Josafat II di Costantinopoli
Josafat II noto anche con il titolo de il Magnifico (in greco Ιωάσαφ Β΄ o Μεγαλοπρεπής?; ... – Adrianopoli, dopo il 1565) è stato un arcivescovo ortodosso greco, patriarca ecumenico di Costantinopoli dal 1556 al 1565.

## Biografia
Josafat nacque in Tracia e studiò prima a Giannina e poi a Nauplia, imparando la lingua araba, la lingua persiana e la lingua turca. Nel 1535 fu consacrato metropolita di Adrianopoli dal patriarca Geremia I.
Dopo la morte del patriarca Dionisio II, fu scelto a ricoprire tale carica nel luglio o nell'agosto del 1556. Ottenne dal sultano una riduzione a mille Écus della tassa di nomina (la peshtesh).
Josafat promosse l'educazione del clero ortodosso, riformò l'amministrazione dei beni della Chiesa e sanò le finanze del patriarcato di Costantinopoli riducendone della metà i debiti. Iniziò anche un importante ampliamento del palazzo patriarcale. A causa di questi successi, gli fu dato il soprannome di Magnifico (in greco ὁ Μεγαλοπρεπής?). Nel 1556 stabilì a Costantinopoli una scuola patriarcale, precorritrice della Grande Scuola della Nazione.
Mostrò interesse verso la Riforma protestante, in particolare alla dottrina luterana, e nel 1558 inviò a Wittenberg il diacono serbo Demetrio Mysos (Dimitrije Ljubavić) per ottenere informazioni. Nel 1559 il teologo luterano Filippo Melantone gli inviò una lettera insieme a una traduzione in lingua greca della confessione di Augusta, ma questa corrispondenza non produsse alcun effetto. Alcuni studiosi suggeriscono che la lettera di Melantone non raggiunse mai il patriarca a Costantinopoli.
Le opere costose di Josafat, i suoi modi arroganti verso il clero e la diretta gestione operata sulle finanze crearono molti oppositori nella comunità greca. La causa che portò alla sua deposizione avvenne in seguito alla richiesta nel 1557 da parte di Ivan il Terribile, sovrano di Russia, di ricevere formale conferma per il titolo di Zar. Invece di convocare un sinodo per deliberare sulla questione, Josafat inviò in Russia un documento sinodico contraffatto al fine di ottenere per sé la lauta ricompensa. Dopo che l'inganno fu scoperto, il patriarca fu immediatamente deposto il 15 gennaio 1565 da sessanta vescovi riunitisi in un sinodo e successivamente esiliato sul Monte Athos.